# Billboard Global 200

Logotipo de Billboard.

El Billboard Global 200 es una lista de éxitos musicales publicada semanalmente por la revista Billboard. Incluye las canciones con mayor número de streams y ventas digitales a nivel global, en más de 200 territorios. Se lanzó oficialmente en septiembre de 2020, aunque se anunció a mitad de 2019.
La primera canción número 1 de la lista, que salió el 19 de septiembre de 2020, fue «WAP» de Cardi B con Megan Thee Stallion.

## Concepción
Billboard había estado trabajando en la idea de una lista global por más de dos años antes de su publicación. Esta se anunció por primera vez el 6 de mayo de 2019, entonces prevista como la «Global 100», para ser lanzada ese mismo año. Establecer una lista global era dependiente de la disponibilidad de los datos, así como de tener la participación de varios servicios de streaming y de ventas que «estén dispuestos a colaborar y proveer sus datos»; Billboard lo consideró como «una tarea nada fácil» y la razón por la que su lanzamiento final tomó tanto tiempo.

## BillboardGlobal Excl. U.S.
Junto a la Global 200, Billboard lanzó otra lista similar denominada Billboard Global Excl. U.S.. Este ranking sigue la misma fórmula de la Global 200, excepto que, como sugiere el nombre, cubre todos los territorios a excepción de los Estados Unidos. Billboard declaró que el motivo de esta decisión era que «uno de los objetivos de este proyecto era exponer a las personas a la música de múltiples territorios. Así que, tener cada lista con hasta 100 títulos y también presentar una vista de canciones que excluye a Estados Unidos era de gran importancia». La primera canción número 1 de la lista, que apareció el 19 de septiembre de 2020, fue «Hawái» de Maluma.

## Lista de canciones número 1
2020 ·  2021 ·  2022 ·  2023 ·  2024 ·  2025

## Récords de canciones

### Canciones con más semanas en el número uno en la Global 200
| Semanas | Artista(s)                    | Canción                           | Año(s)  | Ref    |
| ------- | ----------------------------- | --------------------------------- | ------- | ------ |
| 19      | Mariah Carey                  | «All I Want for Christmas Is You» | 2020-25 | [ 5 ]  |
| 18      | Lady Gaga y Bruno Mars        | «Die with a Smile»                | 2024-25 | [ 6 ]  |
| 15      | Harry Styles                  | «As It Was»                       | 2022    | [ 7 ]  |
| 13      | Miley Cyrus                   | «Flowers»                         | 2023    | [ 8 ]  |
| 12      | Rosé y Bruno Mars             | «Apt.»                            | 2024-25 | [ 9 ]  |
| 11      | The Kid Laroi y Justin Bieber | «Stay»                            | 2021    | [ 10 ] |
| 10      | Alex Warren                   | «Ordinary»                        | 2025    | [ 11 ] |
| 8       | Olivia Rodrigo                | «Drivers License»                 | 2021    | [ 12 ] |
| 7       | Jungkook con Latto            | «Seven»                           | 2023    | [ 13 ] |
| 7       | Benson Boone                  | «Beautiful Things»                | 2024    | [ 14 ] |

### Canciones con más semanas en el número uno en la Global Excl. U.S.
| Semanas | Artista(s)                    | Canción                           | Año(s)  | Ref    |
| ------- | ----------------------------- | --------------------------------- | ------- | ------ |
| 19      | Rosé y Bruno Mars             | «Apt.»                            | 2024-25 | [ 15 ] |
| 17      | Lady Gaga y Bruno Mars        | «Die with a Smile»                | 2024-25 | [ 16 ] |
| 14      | Mariah Carey                  | «All I Want for Christmas Is You» | 2020-25 | [ 5 ]  |
| 13      | Harry Styles                  | «As It Was»                       | 2022    | [ 17 ] |
| 13      | Miley Cyrus                   | «Flowers»                         | 2023    | [ 18 ] |
| 9       | Olivia Rodrigo                | «Drivers License»                 | 2021    | [ 19 ] |
| 9       | The Kid Laroi y Justin Bieber | «Stay»                            | 2021    | [ 10 ] |
| 9       | Gayle                         | «Abcdefu»                         | 2022    | [ 20 ] |
| 9       | Jungkook con Latto            | «Seven»                           | 2023    | [ 21 ] |
| 8       | BTS                           | «Dynamite»                        | 2020-21 | [ 22 ] |
| 8       | Sam Smith con Kim Petras      | «Unholy»                          | 2022    | [ 23 ] |
| 8       | Benson Boone                  | «Beautiful Things»                | 2024    | [ 14 ] |
| 8       | Sabrina Carpenter             | «Espresso»                        | 2024    | [ 24 ] |
| 8       | Alex Warren                   | «Ordinary»                        | 2025    | [ 11 ] |

## Récords de artistas

### Artistas con más números uno en la Global 200
| Números | Artista             | Ref.   |
| ------- | ------------------- | ------ |
| 7       | BTS                 | [ 25 ] |
| 5       | Taylor Swift        | [ 26 ] |
| 5       | Bad Bunny           | [ 27 ] |
| 4       | Ariana Grande       | [ 28 ] |
| 3       | Olivia Rodrigo      | [ 29 ] |
| 3       | Drake               | [ 30 ] |
| 3       | Jungkook            | [ 31 ] |
| 3       | Blackpink           | [ 32 ] |
| 2       | Justin Bieber       | [ 33 ] |
| 2       | Jack Harlow         | [ 34 ] |
| 2       | Megan Thee Stallion | [ 35 ] |
| 2       | Kendrick Lamar      | [ 36 ] |
| 2       | Post Malone         | [ 37 ] |
| 2       | Sabrina Carpenter   | [ 38 ] |
| 2       | Rosé                | [ 39 ] |
| 2       | Bruno Mars          | [ 40 ] |

### Artistas con más semanas acumuladas en el número uno en la Global 200
| Semanas | Artista        |
| ------- | -------------- |
| 30      | Bruno Mars     |
| 19      | Mariah Carey   |
| 18      | Lady Gaga      |
| 16      | Olivia Rodrigo |
| 15      | Harry Styles   |
| 13      | Justin Bieber  |
| 13      | Miley Cyrus    |
| 13      | Rosé           |
| 11      | The Kid Laroi  |
| 11      | BTS            |

### Artistas con más números uno en la Global Excl. U.S.
| Números | Artista           | Ref.   |
| ------- | ----------------- | ------ |
| 7       | BTS               | [ 41 ] |
| 4       | Blackpink         | [ 42 ] |
| 3       | Bad Bunny         | [ 43 ] |
| 3       | Jungkook          | [ 44 ] |
| 3       | Ariana Grande     | [ 45 ] |
| 3       | Taylor Swift      | [ 46 ] |
| 2       | Justin Bieber     | [ 47 ] |
| 2       | Bizarrap          | [ 48 ] |
| 2       | Olivia Rodrigo    | [ 49 ] |
| 2       | Sabrina Carpenter | [ 50 ] |
| 2       | Rosé              | [ 39 ] |
| 2       | Bruno Mars        | [ 51 ] |

### Artistas con más semanas acumuladas en el número uno en la Global Excl. U.S.
| Semanas | Artista        |
| ------- | -------------- |
| 36      | Bruno Mars     |
| 20      | Rosé           |
| 18      | BTS            |
| 17      | Lady Gaga      |
| 14      | Justin Bieber  |
| 14      | Mariah Carey   |
| 13      | Harry Styles   |
| 13      | Miley Cyrus    |
| 12      | Jungkook       |
| 10      | Olivia Rodrigo |

### Artistas que encabezaron simultáneamente la Global 200, Global Excl. U.S. y Hot 100
| Fecha                    | Título                                     | Artista(s)                               | Ref.            |
| ------------------------ | ------------------------------------------ | ---------------------------------------- | --------------- |
| 3 de octubre de 2020     | «Dynamite»                                 | BTS                                      | [ 52 ] [ 53 ]   |
| 7 de noviembre de 2020   | «Positions»                                | Ariana Grande                            | [ 54 ]          |
| 5 de diciembre de 2020   | «Life Goes On»                             | BTS                                      | [ 55 ] [ 56 ]   |
| 2 de enero de 2021       | «All I Want for Christmas Is You»          | Mariah Carey                             | [ 57 ] [ 58 ]   |
| 23 de enero de 2021      | «Drivers License»                          | Olivia Rodrigo                           | [ 59 ]          |
| 30 de enero de 2021      | «Drivers License»                          | Olivia Rodrigo                           | [ 60 ] [ 61 ]   |
| 6 de febrero de 2021     | «Drivers License»                          | Olivia Rodrigo                           | [ 62 ] [ 63 ]   |
| 13 de febrero de 2021    | «Drivers License»                          | Olivia Rodrigo                           | [ 64 ] [ 65 ]   |
| 20 de febrero de 2021    | «Drivers License»                          | Olivia Rodrigo                           | [ 66 ] [ 67 ]   |
| 27 de febrero de 2021    | «Drivers License»                          | Olivia Rodrigo                           | [ 68 ] [ 69 ]   |
| 6 de marzo de 2021       | «Drivers License»                          | Olivia Rodrigo                           | [ 70 ] [ 71 ]   |
| 13 de marzo de 2021      | «Drivers License»                          | Olivia Rodrigo                           | [ 12 ] [ 72 ]   |
| 3 de abril de 2021       | «Peaches»                                  | Justin Bieber con Daniel Caesar y Giveon | [ 73 ] [ 74 ]   |
| 5 de junio de 2021       | «Butter»                                   | BTS                                      | [ 75 ] [ 76 ]   |
| 12 de junio de 2021      | «Butter»                                   | BTS                                      | [ 77 ] [ 78 ]   |
| 24 de julio de 2021      | «Permission to Dance»                      | BTS                                      | [ 79 ] [ 80 ]   |
| 21 de agosto de 2021     | «Stay»                                     | The Kid Laroi y Justin Bieber            | [ 81 ] [ 82 ]   |
| 28 de agosto de 2021     | «Stay»                                     | The Kid Laroi y Justin Bieber            | [ 83 ] [ 84 ]   |
| 4 de septiembre de 2021  | «Stay»                                     | The Kid Laroi y Justin Bieber            | [ 85 ] [ 86 ]   |
| 25 de septiembre de 2021 | «Stay»                                     | The Kid Laroi y Justin Bieber            | [ 87 ] [ 88 ]   |
| 2 de octubre de 2021     | «Stay»                                     | The Kid Laroi y Justin Bieber            | [ 89 ] [ 90 ]   |
| 9 de octubre de 2021     | «My Universe»                              | Coldplay con BTS                         | [ 25 ] [ 91 ]   |
| 16 de octubre de 2021    | «Stay»                                     | The Kid Laroi y Justin Bieber            | [ 92 ] [ 93 ]   |
| 30 de octubre de 2021    | «Easy on Me»                               | Adele                                    | [ 94 ] [ 95 ]   |
| 6 de noviembre de 2021   | «Easy on Me»                               | Adele                                    | [ 96 ] [ 97 ]   |
| 13 de noviembre de 2021  | «Easy on Me»                               | Adele                                    | [ 98 ] [ 99 ]   |
| 20 de noviembre de 2021  | «Easy on Me»                               | Adele                                    | [ 100 ] [ 101 ] |
| 27 de noviembre de 2021  | «All Too Well (Taylor's Version)»          | Taylor Swift                             | [ 102 ] [ 103 ] |
| 4 de diciembre de 2021   | «Easy on Me»                               | Adele                                    | [ 104 ] [ 105 ] |
| 11 de diciembre de 2021  | «Easy on Me»                               | Adele                                    | [ 106 ] [ 107 ] |
| 25 de diciembre de 2021  | «All I Want for Christmas Is You»          | Mariah Carey                             | [ 108 ] [ 109 ] |
| 1 de enero de 2022       | «All I Want for Christmas Is You»          | Mariah Carey                             | [ 110 ] [ 111 ] |
| 8 de enero de 2022       | «All I Want for Christmas Is You»          | Mariah Carey                             | [ 112 ] [ 113 ] |
| 19 de marzo de 2022      | «Heat Waves»                               | «Glass Animals»                          | [ 114 ] [ 115 ] |
| 26 de marzo de 2022      | «Heat Waves»                               | «Glass Animals»                          | [ 116 ] [ 117 ] |
| 2 de abril de 2022       | «Heat Waves»                               | «Glass Animals»                          | [ 118 ] [ 119 ] |
| 16 de abril de 2022      | «As It Was»                                | Harry Styles                             | [ 120 ] [ 121 ] |
| 30 de abril de 2022      | «As It Was»                                | Harry Styles                             | [ 122 ] [ 123 ] |
| 7 de mayo de 2022        | «As It Was»                                | Harry Styles                             | [ 124 ] [ 125 ] |
| 4 de junio de 2022       | «As It Was»                                | Harry Styles                             | [ 126 ] [ 127 ] |
| 11 de junio de 2022      | «As It Was»                                | Harry Styles                             | [ 128 ] [ 129 ] |
| 9 de julio de 2022       | «As It Was»                                | Harry Styles                             | [ 130 ] [ 131 ] |
| 29 de octubre de 2022    | «Unholy»                                   | Sam Smith con Kim Petras                 | [ 132 ] [ 133 ] |
| 5 de noviembre de 2022   | «Anti-Hero»                                | Taylor Swift                             | [ 134 ] [ 135 ] |
| 12 de noviembre de 2022  | «Anti-Hero»                                | Taylor Swift                             | [ 136 ] [ 137 ] |
| 17 de diciembre de 2022  | «All I Want for Christmas Is You»          | Mariah Carey                             | [ 138 ] [ 139 ] |
| 24 de diciembre de 2022  | «All I Want for Christmas Is You»          | Mariah Carey                             | [ 140 ] [ 141 ] |
| 31 de diciembre de 2022  | «All I Want for Christmas Is You»          | Mariah Carey                             | [ 142 ] [ 143 ] |
| 7 de enero de 2023       | «All I Want for Christmas Is You»          | Mariah Carey                             | [ 144 ] [ 145 ] |
| 28 de enero de 2023      | «Flowers»                                  | Miley Cyrus                              | [ 146 ] [ 147 ] |
| 4 de febrero de 2023     | «Flowers»                                  | Miley Cyrus                              | [ 148 ] [ 149 ] |
| 11 de febrero de 2023    | «Flowers»                                  | Miley Cyrus                              | [ 150 ] [ 151 ] |
| 18 de febrero de 2023    | «Flowers»                                  | Miley Cyrus                              | [ 152 ] [ 153 ] |
| 25 de febrero de 2023    | «Flowers»                                  | Miley Cyrus                              | [ 154 ] [ 155 ] |
| 4 de marzo de 2023       | «Flowers»                                  | Miley Cyrus                              | [ 156 ] [ 157 ] |
| 25 de marzo de 2023      | «Flowers»                                  | Miley Cyrus                              | [ 158 ] [ 159 ] |
| 1 de abril de 2023       | «Flowers»                                  | Miley Cyrus                              | [ 160 ] [ 161 ] |
| 15 de julio de 2023      | «Vampire»                                  | Olivia Rodrigo                           | [ 162 ] [ 163 ] |
| 29 de julio de 2023      | «Seven»                                    | Jungkook con Latto                       | [ 164 ] [ 165 ] |
| 7 de octubre de 2023     | «Paint the Town Red»                       | Doja Cat                                 | [ 166 ] [ 167 ] |
| 23 de diciembre de 2023  | «All I Want for Christmas Is You»          | Mariah Carey                             | [ 168 ] [ 169 ] |
| 30 de diciembre de 2023  | «All I Want for Christmas Is You»          | Mariah Carey                             | [ 170 ] [ 171 ] |
| 27 de enero de 2024      | «Yes, And?»                                | Ariana Grande                            | [ 172 ] [ 173 ] |
| 23 de marzo de 2024      | «We Can't Be Friends (Wait for Your Love)» | Ariana Grande                            | [ 174 ] [ 175 ] |
| 4 de mayo de 2024        | «Fortnight»                                | Taylor Swift con Post Malone             | [ 176 ] [ 177 ] |
| 11 de mayo de 2024       | «Fortnight»                                | Taylor Swift con Post Malone             | [ 178 ] [ 179 ] |
| 29 de junio de 2024      | «Please Please Please»                     | Sabrina Carpenter                        | [ 180 ] [ 181 ] |
| 4 de enero de 2025       | «All I Want for Christmas Is You»          | Mariah Carey                             | [ 5 ] [ 182 ]   |
| 7 de junio de 2025       | «Ordinary»                                 | Alex Warren                              | [ 183 ] [ 184 ] |
| 14 de junio de 2025      | «Ordinary»                                 | Alex Warren                              | [ 185 ] [ 186 ] |
| 28 de junio de 2025      | «Ordinary»                                 | Alex Warren                              | [ 187 ] [ 188 ] |
| 5 de julio de 2025       | «Ordinary»                                 | Alex Warren                              | [ 189 ] [ 190 ] |
| 12 de julio de 2025      | «Ordinary»                                 | Alex Warren                              | [ 11 ] [ 191 ]  |
| 16 de agosto de 2025     | «Golden»                                   | Huntr/x: Ejae, Audrey Nuna y Rei Ami     | [ 192 ] [ 193 ] |

- BTS es el primer artista que encabezó las listas Global 200, Global 200 Excl. U.S. y Hot 100 simultáneamente. Ariana Grande es la primera artista femenina en conseguirlo, mientras que Justin Bieber, Daniel Caesar y Giveon son los primeros solistas masculinos en alcanzarlo.
- BTS, Justin Bieber, Taylor Swift, Olivia Rodrigo y Ariana Grande son los únicos artistas que han encabezado las tres listas simultáneamente con dos o más canciones.